# Hortense Konan
Pour les articles homonymes, voir Konan.
Hortense Konan, née le 3 avril 1963, est une joueuse de handball olympique ivoirienne.

## Carrière
Hortense Conan a participé aux Jeux olympiques de 1988 à Séoul. Lors de ces jeux, l'équipe de Côte d'Ivoire féminine de handball obtient la 8e place.